# Alamuchee Covered Bridge
Die Alamuchee Covered Bridge, auch Sumter County's Coverd Bridge, ist eine gedeckte Holzbrücke, die auf dem Campus der University of West Alabama in Livingston, Alabama über den Ententeich führt. Die 1861 erstmals errichtete Brücke wurde zuerst an zwei anderen Orten verwendet, bis sie Anfang der 1970er Jahre auf den Campus der Universität verbracht wurde. Sie gilt als eine der ältesten erhaltenen gedeckten Brücken des Bundesstaates Alabama in den USA.

## Geschichte
Die Brücke wurde 1861 durch William Alexander Campbell Jones, Hauptmann der Konföderiertenarmee, im Zusammenhang mit dem Sezessionskrieg erstellt. Sie führte südlich von Livingston die Hauptstraße nach York über den Sucarnoochee River⊙, die während des Bürgerkriegs den Konföderierten als Zugang zum Mississippi River diente. Die Holzbrücke wurde an dieser Stelle 1924 durch eine Betonbrücke ersetzt und fünf Meilen weiter südlich an der alten Straße von Bellamy nach Livingston als Querung des Alamuchee Creeks⊙ wieder aufgebaut. Sie diente an dieser Stelle bis 1958, als sie ebenfalls durch eine Betonbrücke ersetzt wurde. Noch während den Bauarbeiten für die neue Brücke brach ein Langholzwagen durch das marode Brückendeck der alten Holzbrücke, sodass diese dauerhaft geschlossen wurde. Die Historische Gesellschaft des Sumter County rettete die Holzbrücke vor dem Zerfall. Sie ließ die Brücke abbauen und nach Livingston bringen, wo sie restauriert wurde und in den Jahren 1969 bis 1971 als Fußgängerbrücke über den Ententeich⊙ der Universität von West Alabama wieder aufgebaut wurde.

## Konstruktion
Die Brücke ist eine gedeckte Fachwerkbrücke. Als Baumaterial wurde Kiefernholz verwendet. Die Bauteile sind von Hand behauen und mit hölzernen Nägeln verbunden.